# تازه‌دفن‌شده
تازه‌دفن‌شده (به انگلیسی: Just Buried) فیلمی محصول سال ۲۰۰۷ و به کارگردانی چاز تورن است. در این فیلم بازیگرانی همچون جی باروشل، رز بیرن، گراهام گرین، نایجل بنت، ریگان پاسترناک، سرجیو دی زیو و توماس گیبسون ایفای نقش کرده‌اند.